# Nick Diaz
Nickolas Robert Diaz (Stockton, 2 augustus 1983) is een Amerikaans MMA-vechter. Hij was een Strikeforce- en WEC-kampioen in het weltergewicht. Diaz heeft een zwarte band behaald in Braziliaans jiujitsu onder leiding van Cesar Gracie. Hij is de oudere broer van MMA-vechter Nate Diaz.

## Carrière
Diaz maakte in augustus 2001 op 18-jarige leeftijd zijn professionele MMA debuut in de Californische IFC-organisatie. Hier won hij zijn eerste wedstrijd en werd na zijn tweede wedstrijd al kampioen, na het verslaan van Chris Lytle. In 2003 werd Diaz de WEC-weltergewicht kampioen na het verslaan van Joe Hurley door middel van een submissie (armklem). Hetzelfde jaar kreeg hij een contract bij de organisatie UFC. In de volgende drie jaar, had Diaz tien wedstrijden bij de organisatie waarvan hij er zes won. Hij vocht onder meer tegen Robbie Lawler, Sean Sherk (voormalig lichtgewicht kampioen) en Diego Sanchez (winnaar van The Ultimate Fighter).
Diaz verlengde zijn contract bij de UFC niet en tekende vervolgens bij de Japanse organisatie Pride, waar hij het opnam tegen Takanori Gomi in februari 2007. Diaz won door middel van een submissie (wurggreep), maar de uitslag werd later omgezet in een no contest omdat Diaz positief testte op THC. Hierna vocht hij voor de EliteXC-organisatie waar hij in september dat jaar debuteerde.
Op 10 november 2007 stond Diaz tegenover K.J. Noons voor de vacante EliteXC-lichtgewichttitel. Een knie van Noons zorgde voor een snee in het gezicht van Diaz, waardoor het gevecht door de arts werd gestopt in de eerste ronde en Noons de titel won.
In april 2009 vocht Diaz bij de organisatie Strikeforce tegen veteraan Frank Shamrock, die hij technisch knock-out sloeg in de tweede ronde. In januari 2010 werd Diaz de Strikeforce-kampioen weltergewicht na het verslaan van Marius Žaromskis op knock-out. Hierna won hij een rematch tegen K.J. Noons en versloeg hij Evangelista Santos. Diaz won zijn tiende opeenvolgende wedstrijd en verdedigde zijn Strikeforce-titel voor de derde keer toen hij Paul Daley versloeg in april 2011. 
Op 29 oktober 2011 keerde Diaz terug bij de UFC en versloeg hij B.J. Penn op basis van een unanieme jurybeslissing. Vervolgens nam hij het op tegen Carlos Condit voor een interim-titel op 4 februari 2012. De wedstrijd doorliep alle vijf rondes en werd gewonnen door Condit na een unanieme jurybeslissing.
Diaz nam het op tegen toenmalig UFC kampioen weltergewicht Georges St-Pierre voor de titel op 16 maart 2013, en verloor de wedstrijd door een unanieme beslissing. 
Op 31 januari 2015 ging Diaz het gevecht aan tegen voormalig UFC middengewicht kampioen Anderson Silva en verloor weer door middel van een unanieme beslissing, maar de uitslag werd kort daarna omgezet in een no contest omdat Silva positief testte op anabole steroïden. Diaz testte positief op THC, waarvoor hij door de NSAC voor vijf jaar werd geschorst en een boete kreeg opgelegd van $165.000.
Na een lange afwezigheid sinds 2015, keerde Diaz op 25 september 2021 terug bij de UFC voor een rematch tegen Robbie Lawler, dat bij uitzondering een partij was van vijf ronden. Diaz verloor het gevecht middels een technische knock-out in de derde ronde.